# Un infinito numero
Un infinito numero (deutsch Eine unendliche Zahl) ist ein 1999 bei Einaudi in Turin erschienener historisch-fantastischer Roman des italienischen Schriftstellers Sebastiano Vassalli.

## Inhalt
Die Geschichte wird von dem Griechen namens Timodemo im Nachhinein aus dem Gedächtnis erzählt. Timodemo war in Nauplia geboren und von seiner Mutter, einer Prostituierten, mit fünf Jahren verlassen und als Sklave verkauft worden. Als Sklave wurde er zu einem Grammaticus ausgebildet, spricht zwei Sprachen und beherrscht das Zählen. Etwa mit 18 Jahren wird er in Neapel von Vergil, einem der großen Klassiker der Literatur und schon damals berühmt, auf dem Sklavenmarkt gekauft („1000 Drachmen! 4000 Sesterzen!“). Ein neues Leben fängt für ihn an. Der Roman trägt die Züge eines Bildungsromans. Vergil macht Timodemo zu seinem Sekretär, dieser entdeckt Vergils große Privatbibliothek mit ihren zahlreichen Schriftrollen für sich und vertieft sich in Homers Odyssee. Nach einigen Jahren entlässt Vergil den Sklaven in die Freiheit.
Der mit Vergil befreundete und als Berater des jugendlichen Oktavian tätige Gaius Maecenas (Mäzen), im Roman Mecenate, der mütterlicherseits von den Etruskern abstammt, schlägt den beiden vor, Rasna (Rasenna), das Land der Etrusker zu besuchen, zumal Vergil nach den Ursprüngen der Stadt Rom sucht. Nach anstrengender Reise, mit realistischer Schilderung der Atmosphäre von Tavernen und erotischen Abenteuern, gelangen Mecenate, Vergil und Timodemo in die antiken Städte Surina und Arezzo, wo sie sich die Lüftung der um die Etrusker kreisenden Geheimnisse erhoffen.
Sie begeben sich in den Tempel des Mantus, dem Gott der Unterwelt der Etrusker. Der Autor führt hier den erzählerischen Trick einer Zeitreise in die Vergangenheit ein, bewirkt durch einen Trancezustand, ähnlich der Zukunftsvision des Buches VI der Aeneis, wobei ihnen die Möglichkeit gegeben wird, weitere historische Persönlichkeiten wie den echten Aeneas aus Vergils Aeneis zu erleben. Der entpuppt sich als fetter, schmutziger und gemeiner Mann, gar nicht Held, wie ihn spätere Generationen schildern.
Roms Entstehung ist zwar mit dem etruskischen Zwölfstädtebund verknüpft, aber die Etrusker, obwohl so fortschrittlich, haben nichts Schriftliches hinterlassen, weil, so spekuliert der Autor, Schriftliches zu hinterlassen auch Sterben bedeute. Mit dieser Erkenntnis, eigentlich eine für Vergil frustrierende Erfahrung, kehrt die Gruppe schließlich nach Rom zurück, wo sich Oktavian noch ein episches Gedicht über den Ursprung Roms erhofft. Obwohl Vergil gar nicht mehr will, dass seine Aeneis veröffentlicht wird, kann er dies nicht verhindern. Timodemo verbringt die letzten Jahre seines Lebens allein in Apulia und gibt sich der Leseleidenschaft hin.

## Ausgaben
- Un infinito numero. Virgilio e Mecenate nel paese dei Rasna. Einaudi, Torino 1999, ISBN 88-06-14745-5.

In Italien erschienen mehrere Auflagen, zuletzt 2015. Eine französische Übersetzung erschien 2005 unter dem Titel La source étrusque, eine deutschsprachige Ausgabe ist bisher nicht erschienen.